# Ключі (Новотроїцьке сільське поселення)
Ключі́ (рос. Ключи) — присілок у складі Шабалінського району Кіровської області, Росія. Входить до складу Новотроїцького сільського поселення.
Населення становить 8 осіб (2010, 10 у 2002).
Національний склад станом на 2002 рік — росіяни 100 %.